# Nu ajagut (Plenitud, Primavera)
El Nu ajagut (Plenitud, Primavera) és una escultura feta per Frederic Marès que es conserva al Museu Frederic Marès de Barcelona.
La presència de la dona és una constant en la producció de Frederic Marès, des de les obres religioses fins a les figures i els busts d'idealització noucentista, però és en aquest nu ajagut on l'escultor s'aproxima a les representacions més sensuals de la figura femenina.
Els precedents d'aquesta escultura es troben en obres de dones nues i dempeus com les que apareixen a Ritme, Plenitud (1920), o Nu -representada a l'Exposició Nacional de Belles Arts del 1926-, i en alguns relleus dels anys trenta.
La dona nua que presenta Marès jau en un camp de blat, però Marès rebutja tractar la natura com un mer suport i potencia la idea de globalitat entre els elements, no sols amb el tractament del blat com a llit de la figura, sinó també amb l'entrellaçat de les mans amb les espigues. La representació del blat madur, la torsió del cos i la posició dels braços mig amagant el rostre emfasitzen la voluptuositat de la figura, sentiment que es posa en evidència amb els subtítols de Plenitud o Primavera amb què es coneix l'obra.
Marès va presentar aquesta escultura en bronze a l'Exposició Nacional de Belles Arts de Madrid del 1936 i, després de la Guerra Civil, a la del 1941, i en aquesta ocasió fou premiada amb una segona medalla. Posteriorment participà en altres certàmens, la qual cosa demostra que el gust estètic dels cercles oficials havia experimentat pocs canvis.
L'any 1982 Marès donà aquesta escultura a l'Ajuntament de Barcelona perquè la instal·lessin al vestíbul de la Casa de la Ciutat, i en realitzà una fosa nova, que és l'exemplar conservat al Museu.